# Hawaii-Territorium

Flagge des Hawaii-Territoriums

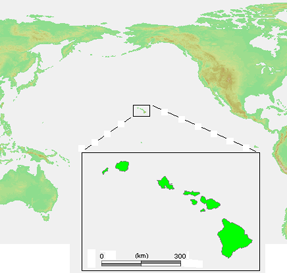
Hawaii-Territorium

Das Hawaii-Territorium war ein historisches Hoheitsgebiet der Vereinigten Staaten, das vom 7. Juli 1898 bis zum 21. August 1959 bestand. Nach dieser Zeit wurde das Territorium als 50. Bundesstaat mit dem Namen Hawaii in die Union aufgenommen.
Der US-Kongress verabschiedete die Newlands Resolution, infolge deren das ehemalige Königreich und die spätere Republik Hawaiʻi durch die Vereinigten Staaten annektiert wurde. Die territoriale Geschichte von Hawaii schloss eine Zeitperiode zwischen 1941 und 1944 ein, in der die Inseln unter Kriegsrecht standen. Die Zivilregierung war aufgelöst und ein Militärgouverneur wurde ernannt.

## Geschichte

### Provisorische Regierung
Beim Sturz der Königin Liliʻuokalani 1893 richtete das Committee of Safety unter der Führung von Lorrin A. Thurston die Provisorische Regierung von Hawaii ein, um die Inseln im Übergang bei der erwarteten Annexion durch die Vereinigten Staaten zu verwalten. Ferner nahm Thurston während der Monarchie aktiv Einfluss auf den US-Kongress, wobei Prinzessin Victoria Kaʻiulani diese in Washington, D.C. vertrat, argumentierend, dass der Sturz der Regierung ihrer Tante illegal war.
Das erste Annektierungverfahren begann, als US-Präsident Benjamin Harrison abtrat und Grover Cleveland sein Amt übernahm. Cleveland war ein Antiimperialist und sprach sich stark gegen die Annektierung aus. In diesem Zusammenhang beendete er die Erörterung des Annektierungsvertrages, begann eine Untersuchung und empfahl die Wiedereinsetzung von Liliʻuokalani. Weitere Untersuchungen durch den US-Kongress führten zum Morgan Report, der bewies, dass sich die US-Truppen völlig neutral verhielten und die Vereinigten Staaten von irgendeinem Vorwurf der Mitschuld am Sturz entlastete.
Die Provisorische Regierung berief einen Verfassungskonvent in Honolulu ein, um die Republik Hawaii zu gründen. Thurston wurde gedrängt, der erste Präsident der Nation zu werden, jedoch war er besorgt, dass seine Dreistigkeit der Annektierung schaden könnte. Der konservative frühere Richter am Obersten Gericht und Freund der Königin Liliʻuokalani, Sanford Dole, wurde schließlich zum ersten und einzigen Präsidenten der neuen Führung gewählt.

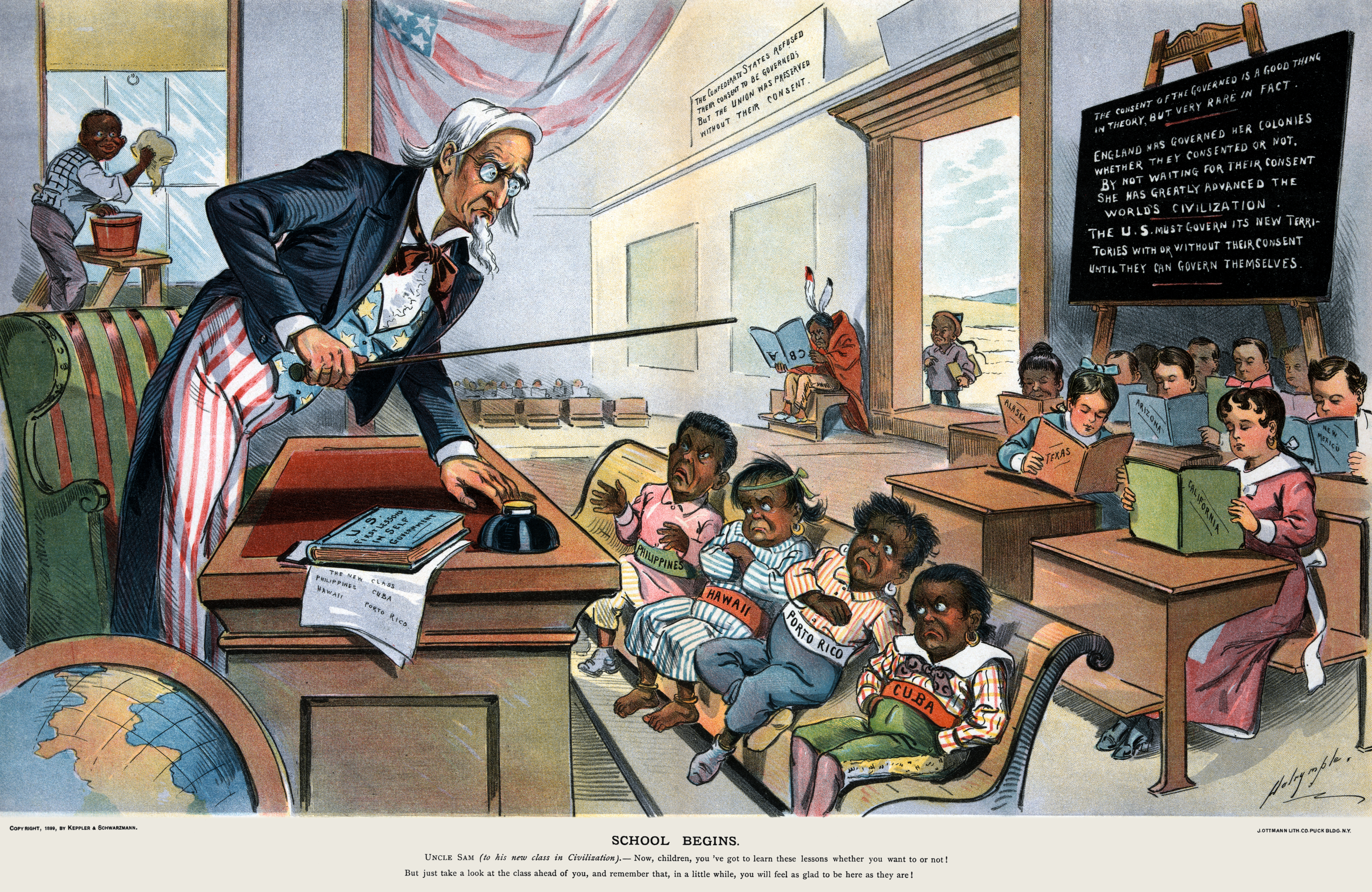
Karikatur der Vereinigten Staaten, ihrer Territorien und US-kontrollierter Gebiete als ein Klassenzimmer mit streitlustigen Philippinern, Hawaiiern, Puerto Ricanern und Kubanern

### Politik des „Manifest Destiny“
Als die Amtszeit von US-Präsident Grover Cleveland im März 1897 endete, übernahm der frühere Bürgerkriegssoldat William McKinley das Amt. McKinley glaubte an die zunehmende Bedeutung der Vereinigten Staaten auf der internationalen Bühne und strebte eine Ausweitung der Doktrin des Manifest Destiny („offensichtliche Bestimmung“, nämlich zur US-Expansion in Richtung Pazifik) über die kontinentale US-Westküste hinaus an.
Unter McKinley führten die USA 1898 Krieg gegen Spanien, mit US-Interventionen in Kuba, den Philippinen und Puerto Rico. Besonders Hawaiis strategische Lage für die US-Kriegsführung auf den Philippinen machte es wichtiger für Amerikas Interessen.
Erst im April 1917 wehte über der Residenz von Königin Liliʻuokalani am Washington Place die US-Flagge. Sie ehrte damit die Hawaiier, die ihr Leben als amerikanische Soldaten im Ersten Weltkrieg verloren hatten. Es wurde auch als Zeichen gedeutet, dass sie schließlich den Sturz der Monarchie und die Annektierung von Hawaii durch die Vereinigten Staaten akzeptiert habe.

### Newlands Resolution von 1898

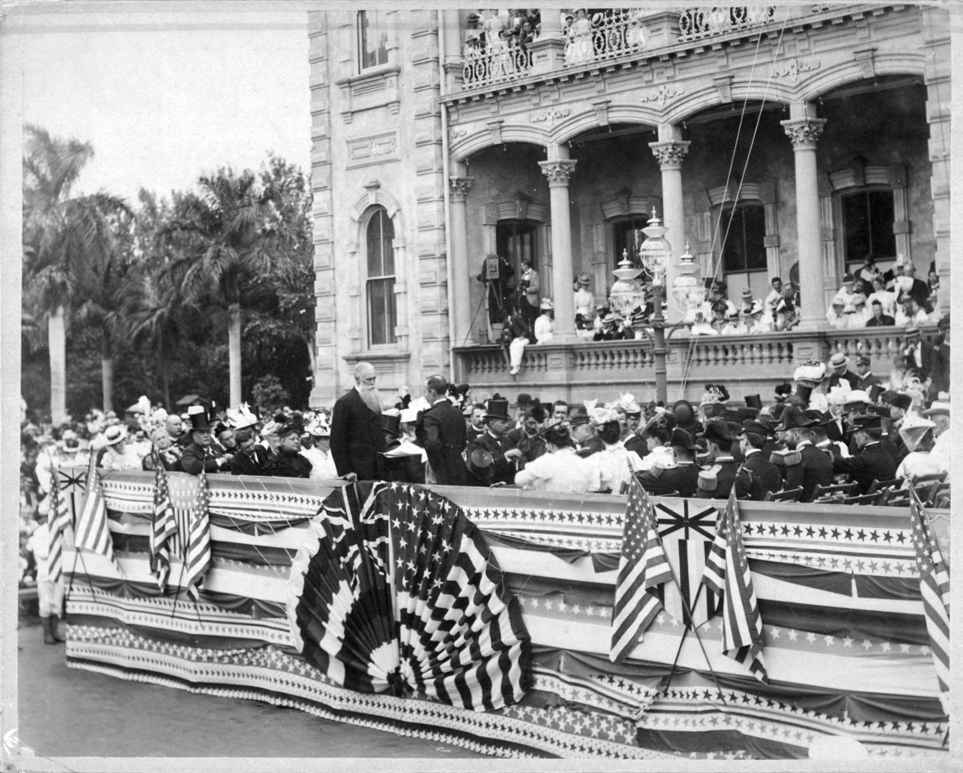
Sanford Dole bei seinem Amtseid als erster Territorialgouverneur auf den Stufen des ʻIolani-Palast während amerikanische Geschäftsmänner und Plantagenbesitzer den Sieg über die Monarchie loben

Am 7. Juli 1898 unterzeichnete McKinley die Newlands Resolution, die nach dem Abgeordneten Francis G. Newlands benannt wurde, mit der die Vereinigten Staaten Hawaii offiziell annektierten. Eine feierliche Zeremonie wurde auf den Stufen des ʻIolani-Palasts abgehalten, wo die hawaiische Flagge eingezogen und die amerikanische Flagge gehisst wurde. Dole wurde zum ersten Territorialgouverneur von Hawaii ernannt.
Die Newlands Resolution enthielt den Übergang aller Souveränitätsrechte jeglicher Art in und über die hawaiischen Inseln und die von Hawaii abhängigen Gebiete mit Zustimmung der Regierung der Republik Hawaii. Gleichzeitig ging alles öffentliche und Regierungseigentum sowie der Landbesitz der Krone an die Vereinigten Staaten.
Durch die Newlands Resolution wurde eine fünfköpfige Kommission eingerichtet, die untersuchen sollte, welche Gesetze in Hawaii erforderlich waren. Die Kommission bestand aus Territorialgouverneur Dole (R-HI), den US-Senatoren Shelby Moore Cullom (R-IL) und John T. Morgan (R-AL), dem Kongressabgeordneten Robert R. Hitt (R-IL) und dem früheren Chief Justice Hawaiis und späteren Territorialgouverneur Walter F. Frear (R-TH). Der abschließende Kommissionsbericht wurde dem US-Kongress für eine Debatte vorgelegt, die über ein Jahr dauerte. Der US-Kongress erhob Einwände, da die Einrichtung einer gewählten Territorialregierung in Hawaii dazu führen könnte, dass ein Staat mit einer nicht-weißen Mehrheit aufgenommen würde.

### Organic Act
Der US-Kongress genehmigte schließlich Hawaii eine durch das Volk gewählte Regierung und McKinley unterzeichnete ein entsprechendes Gesetz, auch besser bekannt als der Hawaiian Organic Act von 1900.
Der Organic Act richtete das Amt des Territorialgouverneurs ein, einen Posten, der durch den amtierenden US-Präsidenten besetzt wurde, wobei dies gewöhnlich eine Person aus seiner eigenen politischen Partei war. Der Territorialgouverneur diente nach Belieben des US-Präsidenten und konnte jederzeit ersetzt werden.

#### Liste der Territorialgouverneure
| Name                     | Amtszeit  | Partei       |
| ------------------------ | --------- | ------------ |
| Sanford Ballard Dole     | 1900–1903 | Republikaner |
| George Robert Carter     | 1903–1907 | Republikaner |
| Walter Francis Frear     | 1907–1913 | Republikaner |
| Lucius Eugene Pinkham    | 1913–1918 | Demokrat     |
| Charles James McCarthy   | 1918–1921 | Demokrat     |
| Wallace Rider Farrington | 1921–1929 | Republikaner |
| Lawrence McCully Judd    | 1929–1934 | Republikaner |
| Joseph Boyd Poindexter   | 1934–1942 | Demokrat     |
| Ingram Macklin Stainback | 1942–1951 | Demokrat     |
| Oren Ethelbirt Long      | 1951–1953 | Demokrat     |
| Samuel Wilder King       | 1953–1957 | Republikaner |
| William Francis Quinn    | 1957–1959 | Republikaner |

Der Organic Act schuf eine territoriale Zweikammerlegislative, bestehend aus einem Repräsentantenhaus und einem Senat, wobei ihre Mitglieder vom Volke gewählt wurden und ein Supreme Court, das von einem Chief Justice geführt wurde.
Die Vertretung im US-Kongress war auf einen einzigen nicht stimmberechtigten Delegierten beschränkt.

#### Liste der Kongressabgeordneten
| Name                              | Amtszeit  | Partei                    | Lebensdaten                          |
| --------------------------------- | --------- | ------------------------- | ------------------------------------ |
| Robert William Kalanihiapo Wilcox | 1899–1903 | Home Rule Party of Hawaii | 15. Februar 1855 – 23. Oktober 1903  |
| Jonah Kūhiō Kalanianaʻole         | 1903–1922 | Republikaner              | 26. März 1871 – 7. Januar 1922       |
| Henry Alexander Baldwin           | 1922–1923 | Republikaner              | 12. Januar 1871 – 8. Oktober 1946    |
| William Paul Jarrett              | 1923–1927 | Demokrat                  | 22. August 1877 – 10. November 1929  |
| Victor Stewart Kaleoaloha Houston | 1927–1933 | Republikaner              | 22. Juli 1876 – 31. Juli 1959        |
| Lincoln Loy McCandless            | 1933–1935 | Demokrat                  | 18. September 1859 – 5. Oktober 1940 |
| Samuel Wilder King                | 1935–1943 | Republikaner              | 17. Dezember 1886 – 24. März 1959    |
| Joseph Rider Farrington           | 1943–1954 | Republikaner              | 15. Oktober 1897 – 19. Juni 1954     |
| Mary Elizabeth Pruett Farrington  | 1954–1957 | Republikaner              | 30. Mai 1898 – 21. Juli 1984         |
| John Anthony Burns                | 1957–1959 | Demokrat                  | 30. März 1909 – 5. April 1975        |

### Tourismusbeginn
Hawaiʻis Tourismusindustrie nahm 1882 ihren Anfang, als Segelschiffe der Matson Navigation Company, die von Captain William Matson gegründet wurde, zwischen San Francisco und Hawaiʻi damit begannen, Güter zu transportieren. Seine Transporte ermutigten ihn zum Erwerb von Passagierdampfschiffen, die Touristen für ihren Urlaub nach Hawaiʻi transportieren sollten.
Matsons Flotte schloss die S.S. Wilhelmina mit ein, die mit den besten Passagierschiffen auf den traditionellen Atlantikrouten wetteiferte. Mit dem Erfolg des Interesses an Urlaub in Hawaiʻi bei vermögenden amerikanischen Familien in den späten 1920er Jahren, erweiterte Matson seine Flotte um die S.S. Mariposa, S.S. Monterey und S.S. Lurline.
Die Matson Navigation Company eröffnete zwei Ferienhotels in Honolulu nahe der königlichen Außenanlagen. Das erste und für eine lange Zeit das einzige Hotel in Waikīkī war das Moana Hotel, welches 1901 eröffnet wurde. Als das erste Hotel in Waikīkī trug das Moana Hotel den Spitznamen „First Lady of Waikīkī“. Das Hotel gewann 1920 an internationaler Beachtung, als Edward, Prince of Wales und zukünftiger König Eduard VIII., dort als Gast logierte.
1927 nahm das Royal Hawaiian Hotel, inoffiziell auch „Pink Palace of the Pacific“ genannt, sein Geschäft auf. Es war die bevorzugte Residenz des US-Präsidenten Franklin D. Roosevelt in Hawaʻi während des Zweiten Weltkrieges.

### Militärbasen
Mit der Annektierung sahen die Vereinigten Staaten Hawaiʻi als ihren wichtigsten strategischen Militärposten. McKinley und sein Nachfolger Präsident Theodore Roosevelt erweiterten die Militärpräsenz in Hawaiʻi und errichteten mehrere zentrale Stützpunkte, von denen einige noch heute benutzt werden. Von 1906 an wurde die ganze Insel Oʻahu an der Küstenlinie mit dem Bau eines „Ring of Steel“ befestigt, dabei wurde eine Reihe von Geschützbatterien auf stählernen küstennahen Erdwällen aufgestellt. Eine von den wenigen erhaltenen Batterien, Battery Randolph, die 1911 fertiggestellt wurden, ist heute der Sitz des Hawaiʻi Army Museums.

#### Liste der militärischen Anlagen
- Camp McKinley (gegr. 1898)
- Fort Kamehameha (gegr. 1907)
- Pearl Harbor Naval Station (gegr. 1908)
- Fort Shafter (gegr. 1907)
- Fort Ruger (gegr. 1909)
- Schofield Barracks (gegr. 1909)
- Battery Closson (gegr. 1911)
- Battery Dudley (gegr. 1911)
- Battery Randolph (gegr. 1911)
- Fort DeRussy (gegr. 1915)
- Wheeler Army Airfield (gegr. 1922)

### Industrieller Aufstieg und dieBig Five
Als ein Territorium der Vereinigten Staaten bekamen die Zuckerrohr-Plantagen eine neue Geldspritze. Durch die Befreiung der Zuckerrohrerzeuger von Zöllen hatten die Plantagenbesitzer mehr Geld für Ausrüstung, Land und Arbeiter zur Verfügung. Mehr Mittel hatten mehr Produktion zur Folge. Fünf Unternehmungen aus der Zeit des Königreichs wurden durch die Annektierung besonders begünstigt. Sie wurden über Nacht Mischkonzerne, die einen Wert von mehreren Millionen Dollar hatten: Castle & Cooke, Alexander & Baldwin, C. Brewer & Co., Amfac und Theo H. Davies & Co. Zusammen beherrschten die fünf Gesellschaften die hawaiische Wirtschaft als die Big Five.
Die Big Five wurden zusammen eine einzige beherrschende Macht in Hawaiʻi. Die Unternehmen konkurrierten nicht miteinander, sie arbeiteten eher zusammen, um die Preise ihrer Güter und Dienstleistungen hoch zu halten. Ihre Gewinne schossen in die Höhe. Bald saßen die Führungskräfte der Big Five in jedem anderen Vorstandsrat. Mit der wirtschaftlichen Macht kam auch die politische Macht über Hawaiʻi. In diesem Zusammenhang verwendeten sie illegale Methoden, um ihre politische Stellung zu wahren. Sie bedrohten oft die Arbeitskräfte, damit sie in ihrem Sinne abstimmten. Vergeltungsmaßnahmen waren an der Tagesordnung.
Während des territorialen Zeitraums wurde Hawaiʻi eine Oligarchie, die durch die Big Five bestimmt wurde. Sie achteten darauf, dass nur Weiße und Republikaner für ein Regierungsamt in Hawaiʻi antraten. Als Folge dessen war es während der Herrschaft der Big Five für Demokraten beinahe unmöglich, eine Wahl in Hawaiʻi zu gewinnen.

### Ananas
James Dole, auch als der Ananaskönig bekannt, kam 1899 in Hawaiʻi an. Er erwarb Land in Wahiawā und errichtete dort die erste Ananasplantage in Hawaiʻi. Er glaubte, dass Ananas ein beliebtes Nahrungsmittel außerhalb von Hawaiʻi werden könnte, und baute deshalb 1901 eine Konservenfabrik nahe seiner ersten Plantage. Hawaiian Pineapple Company, später zu Dole Food Company umbenannt, war geboren.
Mit seinem Geschäft erreichte er die Gewinnzone, so dass er expandierte und 1907 eine größere Konservenfabrik in ʻIwilei nahe Honolulu Harbor erbaute. Dieser Standort machte seinen wichtigsten Betrieb zugänglicher für Arbeitskräfte. Die Konservenfabrik in ʻIwilei war bis 1991 in Betrieb. Schauspielerin und Performerin Bette Midler war eine der bekanntesten Beschäftigten.
Dole befand sich inmitten einer boomenden Wirtschaftsindustrie. Als Reaktion auf die wachsende Ananasnachfrage von 1922 erwarb Dole die ganze Insel Lānaʻi und verwandelte die Wüstenlandschaft in die größte Ananasplantage der Welt. Für lange Zeit wurden auf Lānaʻi 75 % der Weltproduktion an Ananas erzeugt, so dass sie sich als „Ananasinsel“ verewigte.
Von den 1930er Jahren an wurde Hawaiʻi das Zentrum des Ananasanbaus der Welt und die Ananasproduktion der zweitgrößte Wirtschaftszweig. Nach dem Zweiten Weltkrieg gab es im Ganzen acht Ananasunternehmen auf Hawaiʻi.

### Ethnische Beziehungen
Eine der bedeutendsten Herausforderungen des Hawaii-Territorium waren die ethnischen Beziehungen. Als Hawaii ein Territorium wurde, wurde die hawaiische Bevölkerung auf den Plantagen durch Arbeiter aus China, Japan, den Philippinen und Portugal verstärkt. Es gab eine erheblich größere einheimische hawaiische Bevölkerung, die sich auch die Arbeit teilten. Ihre Plantagenerfahrungen formten Hawaii zu einer Plantagenkultur. Die Hawaii Pidgin Sprache wurde auf den Plantagen so entwickelt, dass jeder jeden völlig verstehen konnte. Sie teilten jedes anderen Nahrung und Traditionen. Buddhismus und Shintōismus wuchsen und wurden Hawaiis größte Religionen. Die katholische Kirche wurde Hawaiis größte christliche Konfession. Hawaii war vielfältig und die meisten Ethnien lebten mehr oder weniger in Harmonie.

#### Massie-Prozess
Die ethnischen Beziehungen in Hawaii gerieten am 12. September 1931 ins nationale Rampenlicht, als Thalia Massie, Ehefrau eines US-Navy-Offiziers, sich betrank und behauptete, dass sie geschlagen und vergewaltigt worden wäre. In derselben Nacht stoppte das Honolulu Police Department ein Auto und verhaftete die fünf Insassen – alle waren Plantagenarbeiter. Beamte nahmen die Männer zu Massies Krankenzimmer, die sie identifizierte. Viele Analysten sind heute der Meinung, dass sie sich geirrt hatte und den Plantagenarbeitern das Verbrechen nur wegen ihrer Ethnizität anlastete. Obwohl nicht bewiesen werden konnte, dass die Männer unmittelbar beteiligt waren, verbreiteten nationale Zeitungen schnell Geschichten über brutale Einheimische, die auf Beutefang nach weißen Frauen in Hawaii waren. Die Jury konnte im ersten Prozess kein Urteil fällen. Anschließend wurde einer der Beschuldigten schwer zusammengeschlagen, während ein anderer, Joseph Kahahawai, in ein Auto gezwungen und erschossen wurde.
Die Polizei nahm Kahahawais Mörder fest: Massies Ehemann Thomas und ihre Mutter Grace Fortescue sowie zwei Matrosen. Der berühmte Strafverteidiger Clarence Darrow verteidigte sie. Die einheimische Jury befand alle vier für schuldig und verurteilte sie zu zehn Jahren Zwangsarbeit. Aufgebracht über das Urteil unterzeichneten die territorialen weißen Führer sowie 103 Mitglieder des US-Kongresses einen Brief, der dem Territorium mit der Verhängung des Kriegsrechts drohte. Der unter Druck stehende Gouverneur Lawrence M. Judd wandelte daraufhin die Urteile zu einer Stunde Arrest in seiner Kanzlei. Hawaiis Anwohner waren schockiert und ganz Amerika überdachte nochmals, was es über Hawaiis Völkervielfalt dachte.

#### Die vereitelte Eigenstaatlichkeit
Der US-Kongress beriet 1935 und 1937 über die Frage ob Hawaii die Eigenstaatlichkeit gewährt werden sollte. Die Südstaaten waren über die Vorstellung aufgebracht, dass es der US-Kongress in Erwägung zog, einem mehrheitlich von Nichtweißen bewohnten Territorium die gleichen Rechte wie einem Festlandstaat zu geben. Die Eigenstaatlichkeit wurde wegen der Rassenfrage auf unbestimmte Zeit verschoben.

### Kriegsrecht von 1941 bis 1944
Nach dem Angriff auf Pearl Harbor und Amerikas Eintritt in den Zweiten Weltkrieg büßten die Territorialgouverneure Joseph B. Poindexter und Ingram M. Stainback durch die Verkündigung des Kriegsrechts, das von 1941 bis 1944 verhängt war, ihre administrative Macht ein. Mit der Aussetzung der territorialen Verfassung wurde auch die Legislative und das Supreme Court auf unbestimmte Zeit aufgelöst. Das Kriegsrecht war auf alle Anwohner Hawaiis ausgedehnt. Ein Militärgouverneur von den Judge Advocate General’s Corps übernahm die Kontrolle über Hawaii und regierte vom ´Iolani-Palast, welcher schnell verbarrikadiert und mit Schützengräben bestückt war.
Unter dem Kriegsrecht stand jede Facette des hawaiischen Lebens unter der Kontrolle des Militärgouverneurs. Seine Regierung nahm von jedem Anwohner über sechs Jahren die Fingerabdrücke, verhängte Verdunklung und Sperrstunden, rationierte Nahrungsmittel und Benzin, zensierte die Nachrichten und Medien sowie die Post, verbot Alkohol, bestimmte Öffnungszeiten der Geschäfte, verwaltete den Verkehr und die Sondermüllentsorgung. Die Gesetze des Militärgouverneurs waren General Orders genannt. Verstöße bedeuteten Ahndung ohne Berufung durch die Militärtribunale.

#### Liste der Militärgouverneure
- Walter C. Short (1941)
- Delos Carleton Emmons (1941–1943)
- Robert C. Richardson (1943–1944)

### Eigenstaatlichkeit 1959
Nach dem Scheitern, den US-Kongress 1935 und 1937 zu überzeugen, war Hawaii nun für die Eigenstaatlichkeit als US-Bundesstaat bereit, 1950 ließ es die Kampagne durch die Platzierung der Eigenstaatlichkeitsfrage auf dem Wahlzettel wieder aufleben. Zwei Drittel der Wählerschaft im Territorium stimmte zugunsten der Aufnahme in die Union. Nach dem Zweiten Weltkrieg kam der Ruf nach Eigenstaatlichkeit abermals auf, dieses Mal mit größerer Rückendeckung, sogar von einigen Festlandstaaten. Die Gründe für die Unterstützung der Eigenstaatlichkeit waren eindeutig:
- Hawaii wollte das Recht haben, seinen eigenen Gouverneur zu wählen;
- Hawaii wollte das Recht haben, den US-Präsidenten zu wählen;
- Hawaii wollte ein Ende der Besteuerung ohne stimmberechtigte Vertretung im US-Kongress;
- Hawaii war im Krieg als erstes angegriffen worden;
- Hawaiis ethnische Bevölkerung, insbesondere die Japaner, bewies durch ihren Dienst an den europäischen Frontlinien ihre Loyalität;
- Hawaii bestand aus 90 % US-Bürgern, wobei die meisten innerhalb der Vereinigten Staaten geboren waren.

Ein früherer Beamter des Honolulu Police Departments und Demokrat, John Anthony Burns, wurde 1956 zu Hawaiis Delegierten im US-Kongress gewählt. Burns gewann die Wahl ohne die Unterstützung der weißen Wähler, allerdings mit überwältigender Rückendeckung der Japaner und Philippiner in Hawaii. Seine Wahl bewies das Vorhandensein der Eigenstaatlichkeitsbewegung. Nach seiner Ankunft in Washington, D.C. begann Burns sofort damit inmitten der Kongressabgeordneten und Gouverneure nach Verbündeten zu suchen. Burns wichtigste Leistung war die Überzeugung des Majority Leaders des Senats Lyndon B. Johnson, dass Hawaii bereit war ein Staat zu werden.
Im März 1959 verabschiedeten beide Häuser des US-Kongresses den Hawaii Admission Act und der US-Präsident Dwight D. Eisenhower unterzeichnete das Gesetz. Das Gesetz schloss das Palmyra Atoll, das Teil des Königreichs und Hawaii-Territoriums war, vom neuen Staat aus. Am 27. Juni des Jahres wurde ein Referendum abgehalten, wo die Hawaiier über die Annahme des Eigenstaatlichkeitsgesetzesentwurfs abstimmen sollten. Hawaii stimmte 17 zu 1 für die Annahme. Am 21. August läuteten bei der Verkündigung, dass Hawaii nun ein US-Staat war, die Kirchenglocken in Honolulu.